# Pombo-congolês
Pombo-congolês (nome científico: Columba unicincta) é uma espécie de ave pertencente à família dos columbídeos, e que habita as florestas equatoriais da África.